# Гвайкираро
Гвайкираро (исп. Guayquiraró) — река в Аргентине. Восточный приток реки Парана. Площадь бассейна — 9701 км² (по другим данным — около 9000 км²). Длина реки — 178 км (по другим данным — 135 км, 162 км). Средний расход воды — 32 м³/с.
Начинается на склонах хребта Кучилья-Гранде при слиянии ручьев Эспинильо и Вертиенте. Течёт с северо-востока на юго-запад по саванне. Образует границу между аргентинскими провинциями Энтре-Риос и Корриентес. Среднегодовое количество осадков в бассейне реки — 1200 мм.
Основные притоки — река Барранкас (правый) и ручьи Лас-Мулас, Пахас-Бланкас и Басуальдо(левые).
Часть реки и её берегов входит в состав одноименного природного заказника. Берега реки поросли травой Panicum prionitis, ивой Гумбольдта и акацией кавен. В реке обитает ромбовидная тетра и другие виды рыб. На реке расположен город Саусе.